# 24.ª Brigada Mixta (Ejército Popular de la República)
La 24.ª Brigada Mixta fue una unidad del Ejército Popular de la República creada durante la Guerra Civil Española. 

## Historial
La unidad se constituyó en Jaén en diciembre de 1936, siendo entregado el mando de la nueva brigada al comandante de infantería Ernesto Güemes Ramos. Como comisario político fue designado Juan Herráiz Benito, del PCE.
La brigada publicó un periódico entre 1937 y 1938, Victoria.
A comienzos de 1937 la 24.ª BM fue trasladada al Frente del Centro para participar en una proyectada ofensiva sobre Brunete, aunque ésta finalmente no se llevó a cabo y la brigada fue acontanada en Colmenar Viejo. Tras el comienzo de la Batalla del Jarama, el 10 de febrero la brigada fue enviada a la zona de combate y entró en combate en el sector situado entre el Puente de Pindoque y San Martín de la Vega. El día 18 pasó a la reserva. El 13 de marzo el comandante Francisco Laguna Serrano se hizo cargo de la unidad, aunque tras su muerte el 2 de abril hubo varios cambios provisionales en el mando. Durante la Batalla de Brunete la 24.ª BM permaneció en la reserva situada en Torrelodones. Posteriormente se integró en la 9.ª División, dependiente del III Cuerpo del Ejército.
El 12 de octubre de 1937 llevó a cabo un asalto en el sector de la Cuesta de la Reina, ocupando cinco trincheras enemigas y una casa fortificada. El ataque, sin embargo, se dio por finalizado el día 14, retirándose a sus posiciones iniciales. El día 16 se trasladó al sur de la carretera de Seseña para taponar una brecha abierta en el frente.
El 27 de marzo de 1938, tras el comienzo de una gran ofensiva enemiga en el Frente de Aragón, la 24.ª Brigada Mixta —ahora integrada en la 16.ª División— es enviada al norte del río Ebro y participa en la defensa de Lérida. Tras la pérdida de la capital ilerdense, muy desgastada y con numerosas bajas, la brigada es trasladada a la retaguardia.
A finales de julio está lista para intervenir en la Batalla del Ebro. El 27 de julio la unidad cruzó el río Ebro por Ascó, y se le ordena atacar Gandesa, en apoyo de las Brigadas de la 35ª División Internacional, que se habían estrellado ante las defensas del Tercio de Montserrat. Durante los siguientes días del mes de agosto la 24.ª BM sostuvo numerosos combates contra la tropas del C.E Marroquí, al igual que el resto de Brigadas de la 16.ª Divsión, mandada por el Mayor Miguel Mora Torres, lo que se tradujo en un buen número de bajas. En las siguientes contraofensivas franquistas, entre los días 20 y 27 de agosto logró contener un potente asalto franquista contra sus líneas, pero días más tarde no pudo resistir otro nuevo asalto entre Cuatro Caminos y Gandesa ( entre las cotas 426 y 448) , tras lo cual hubo de retirarse de forma desordenada y pasar a la retaguardia.
Durante la Campaña de Cataluña no llegó a realizar acción reseñable y se limitió a retirarse hacia la frontera francesa.

## Mandos
Comandantes en Jefe
- Comandante de infantería Ernesto Güemes Ramos;
- Comandante de infantería Francisco Laguna Serrano;
- Comandante de infantería Antonio Brotóns Gil;
- Comandante de infantería José María Enciso Madolell;
- Mayor de milicias Miguel Ortiz Mora (seudónimo de Benigno Mochokofsky);
- Comandante de infantería José Sánchez Ledesma (no llegó a tomar posesión del mando);[5]

Jefes de Estado Mayor
- Capitán de milicias Company;
- Capitán de milicias Félix Pérez Garrido;[6]
- Teniente de milicias Prudencio Jiménez Montes.

Comisarios
- Juan Herráiz Benito, del PCE;
- Juan Antonio Pla Díez, del PSOE;[5][7]
- Carlos Toro Gallego.